# Pseudodinia polita
Pseudodinia polita är en tvåvingeart som beskrevs av Malloch 1915. Pseudodinia polita ingår i släktet Pseudodinia och familjen markflugor. Inga underarter finns listade i Catalogue of Life.